# ناو
ناو ((الروسية: Нау/Навкат) </link>؛ (بالطاجيكية: Навкат) </link>، سابقًا: Nau or Nov) هي بلدة في طاجيكستان تقع في منطقة صغد جنوب غرب خوجاند. هي العاصمة الإدارية لمقاطعة سبيتامن ويبلغ عدد سكانها 18700 نسمة (1 يناير 2020)).